# Billé
Billé is een gemeente in het Franse departement Ille-et-Vilaine (regio Bretagne). De plaats maakt deel uit van het arrondissement Fougères-Vitré. Billé telde op 1 januari 2022 1.038 inwoners.

## Geografie
De oppervlakte van Billé bedroeg op 1 januari 2022 16,96 vierkante kilometer; de bevolkingsdichtheid was toen 61,2 inwoners per km².

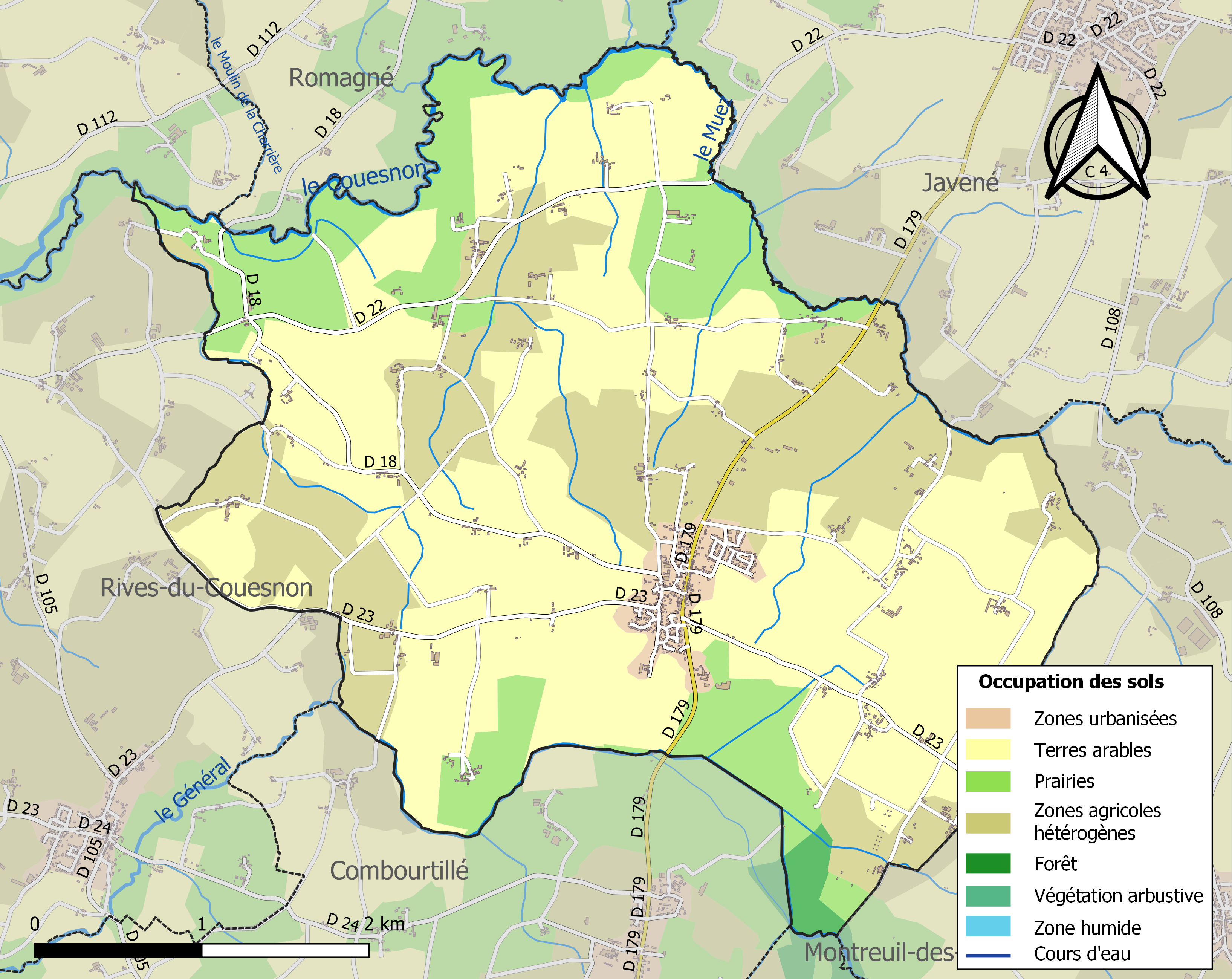
Kaart van de gemeente met belangrijkste infrastructuur, bodemgebruik en omliggende gemeenten

## Demografie
Onderstaande figuur toont het verloop van het inwonertal (bron: INSEE-tellingen).